# Anthohebella tubitheca
Anthohebella tubitheca is een hydroïdpoliep uit de familie Hebellidae. De poliep komt uit het geslacht Anthohebella. Anthohebella tubitheca werd in 1975 voor het eerst wetenschappelijk beschreven door Millard & Bouillon. 